# Cinturón de transporte

Manos de prisionera esposada a cinturón de transporte

Un cinturón de transporte (también conocido como "cadena de transporte" o "cinturón de restricción") es una restricción física llevada por prisioneros, constando de un cinturón o una cadena alrededor de la cintura, al cual las manos del prisionero pueden ser esposadas. A veces los tobillos son también conectados al mismo mediante cadenas conectoras.

## Uso del cinturón de transporte
Tales restricciones son a menudo utilizadas en los Estados Unidos y países desarrollados en los tribunales, durante el transporte de prisioneros o en otras situaciones públicas donde se requiera evitar el escape de una persona. Están utilizados sobre todo cuándo los detenidos requieren pasar un largo periodo de tiempo fuera de un área de contención dedicada, por ejemplo durante transporte o en una audiencia de tribunal. La principal función del cinturón de transporte es lograr un alto grado de restricción al movimiento de los brazos del detenido, permitiendo al mismo tiempo el uso de sus manos al situarlas delante de su cuerpo. Aunque puede también limitarse el movimiento de los brazos del individuo esposando sus manos por detrás de su espalda, esto causa gran incomodidad y dolor en el detenido al cabo de un periodo largo de tiempo, volviendo esta maniobra poco práctica para determinadas ocasiones, sobre todo procedimientos de resolución lenta. Además, la inmovilización mediante el uso de un cinturón de transporte es considerada igual de segura que el simple esposamiento de las muñecas por detrás de la espalda, ya que las manos del detenido se encuentran encadenadas por medio de esposas al cinturón, y este a su vez es ajustado para mantenerse inmóvil en la sección más delgada de la cintura del prisionero.

## Tipos de cinturón de transporte
Básicamente, uno puede distinguir entre dos tipos:

Detalle del anillo D donde se colocan las esposas en un cinturón de transporte de cuero

- Detalle del anillo D donde se colocan las esposas en un cinturón de transporte de cueroCinturón de materiales flexibles: Este consiste en un cinturón hecho de cuero o tela, en cuyo frente se coloca un anillo en forma de D, donde se introducen esposas tradicionales, dejando la cadena intermedia o la bisagra en el centro. Las muñecas del prisionero se sujetan a ambos lados de las esposas, evitando que el sujeto pueda retirar las mismas del anillo por impedimento de sus propios brazos y manos. A su vez, el cinturón se cierra por el extremo diametralmente opuesto a la ubicación del anillo, usando una hebilla modificada para cerrarse con un ojillo para candado en las versiones de cuero, velcro de alta adhesión cerrado también por candado en las versiones de tela.[3] Debe tenerse especial énfasis en ajustar estrechamente a la cintura el cinturón, de lo contrario, la utilidad del dispositivo se verá severamente comprometida. Al igual que en el protocolo de esposamiento estándar, debe aplicarse el doble bloqueo a las esposas del prisionero a fin de evitar daños permanentes a sus muñecas por un ajustamiento excesivo accidental.

Detalle del bucle donde se cierra un cinturón de cadena de acero y caja de cobertura para esposas.

- Detalle del bucle donde se cierra un cinturón de cadena de acero y caja de cobertura para esposas.Cinturón de cadena de acero: Consiste en una cadena con dos extremos diferenciados, donde en uno de ellos se sitúa un bucle de acero reforzado, y en el otro se ubican eslabones de un tamaño ligeramente más largo del resto de la cadena. Para su aplicación, se coloca la cadena primeramente alrededor de la cintura del prisionero.[4] Seguido de esto, se introduce el bucle de uno de los extremos en uno de los eslabones de tamaño largo del otro extremo de la cadena, de manera que la misma se cierre dando la forma de un cinturón ajustado a la medida de la cintura del detenido. A continuación, se introducen las esposas en el bucle de metal y se cierran en torno a las muñecas del prisionero, de manera que las esposas ejercen la función adicional de bloqueo mecánico a la extracción del eslabón de su posición insertada en el bucle, y por tanto, de cierre del cinturón.[5] Al igual que en el tipo anterior de cinturón, las esposas deben cerrarse utilizando el mecanismo de doble bloqueo para evitar lesiones al detenido. Para transporte de alta seguridad alta, el bucle de la cadena puede usarse en conjunto con cajas de cobertura para esposas, como la CTS Thompson Blue Box. Estas son cajas, de plástico o metal, que cubren la entrada de la llave de las esposas, y con el procedimiento de colocación adecuado, impiden completamente que el prisionero pueda liberarse incluso si llegara a poseer las llaves de las esposas o intentara manipularlas mediante dispositivos externos o tratando de cortar la cadena o bisagra de las mismas.[6] Por otro lado, la libertad de movimiento es restringida aún más cuando son utilizadas, por lo que conviene ser empleadas solo en casos donde el sujeto detenido sea de alta peligrosidad.[7]